# Charles Villiers Stanford
Charles Villiers Stanford (ur. 30 września 1852 w Dublinie, zm. 29 marca 1924 w Londynie) – brytyjski kompozytor, dyrygent i pedagog pochodzenia irlandzkiego.

## Życiorys
Stanford urodził się i wychowywał w Dublinie, jako jedyny syn świetnie prosperującego irlandzkiego prawnika protestanckiego. Jego rodzice byli bardzo muzykalni (ojciec był wiolonczelistą i wokalistą, matka pianistką) i mieli liczne kontakty z czołowymi muzykami i intelektualistami . Był tzw. cudownym dzieckiem. Mając 8 lat skomponował marsz zatytułowany Opus One, którego premierowe wykonanie miało miejsce w Theatre Royal w Dublinie. W wieku 9 lat dawał publiczne koncerty (Levey's series), podczas których wykonywał utwory Beethovena, Händla, Mozarta i Bacha.

### Edukacja
Już we wczesnym dzieciństwie uczył się gry na skrzypcach, fortepianie i organach; początkowo prywatnie u uznanych nauczycieli muzyki, takich jak Joseph Robinson i Michael Quarry, potem w dublińskim Royal Irish Academy of Music u Roberta Prescotta Stewarta . Następnie, mając zaledwie 10 lat, rozpoczął studia w Londynie u Ernsta Pauera (fortepian), a od 1870 roku, w Queens’ College w Cambridge u Arthura O’Leary (kompozycja) .
W 1873 przeniósł się do Trinity College, gdzie studiował i równocześnie od 1874 był zatrudniony jako dyrygent. Dodatkowo zawarł z Trinity College umowę, w ramach której każdą drugą połowę roku 1874 i 1875 wyjeżdżał na studia do Lipska, gdzie doskonalił swoją wiedzę z zakresu techniki fortepianowej u Roberta Papperitza oraz kompozycji u Carla Reineckego. W 1876, dzięki rekomendacji Josepha Joachima, studiował jeszcze przez 6 miesięcy u Friedricha Kiela w Berlinie . W Niemczech spotkał wielu znanych kompozytorów, m.in. Brahmsa i Offenbacha. Uczestniczył w otwarciu Bayreuth Festspielhaus w Bawarii, gdzie wykonywano muzykę Richarda Wagnera.

### Działalność pedagogiczna i dyrygencka

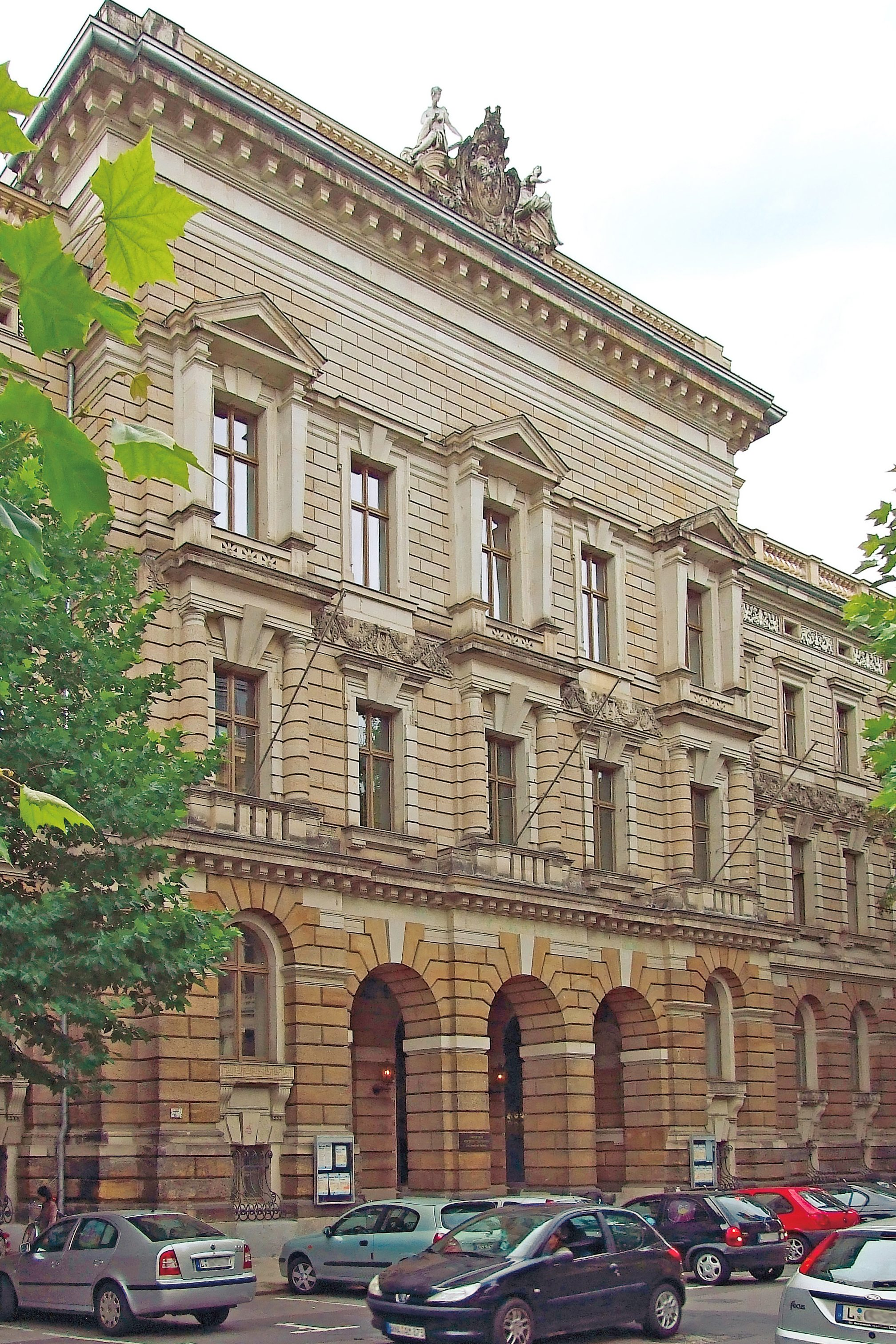
Konserwatorium w Lipsku

Od 1883 roku wykładał kompozycję w Royal College of Music w Londynie, a od roku 1887 był profesorem w klasie kompozycji na Uniwersytecie w Cambridge. Stanowiska te zachował aż do swojej śmierci. Był uważany za srogiego nauczyciela, który bezwzględnie wymagał przestrzegania standardów kompozytorskich. Jego gwałtowny charakter doprowadził do konfliktu z administracją uniwersytetu i odejścia części jego uczniów. Mimo to, przez blisko 40 lat działalności pedagogicznej wykształcił kilka pokoleń kompozytorów . Jego najbardziej znanymi studentami byli m.in. Arthur Bliss, Frank Bridge, George Butterworth, Rebecca Clarke, Samuel Coleridge-Taylor, George Dyson, Percy Grainger, Herbert Howells, Gustav Holst, John Ireland, Ernest John Moeran, Ralph Vaughan Williams i dyrygent Eugene Goossens.
Stanford był również dyrygentem, prowadził między innymi London Bach Choir (1885–1902). W 1871 został asystentem Johna Larkina Hopkinsa, dyrygenta zespołu Cambridge University Musical Society, a w 1873, mając zaledwie 20 lat, został powołany na dyrygenta tego zespołu. Rok później, po śmierci Hopkinsa objął jego dyrygenturę w Trinity College . Był także dyrygentem podczas różnych lokalnych festiwali na Wyspach Brytyjskich, m.in. Leeds Triennial Festival (1901–1910).

### Odznaczenia i wyróżnienia
Wielokrotnie był wyróżniony tytułem doctora honoris causa, m.in. przez uniwersytet w Oxfordzie (1883), Cambridge (1888), Durham (1894), Leeds (1904) i Trinity College w Dublinie (1921). W 1902 został odznaczony Odznaką Rycerza Kawalera, tym samym przyznano mu dożywotni tytuł honorowy Sir.

### Życie prywatne
Jego rodzicami byli John James Stanford i Mary z d. Henn. 6 kwietnia 1878 ożenił się z Jane Wetton, z którą miał dwoje dzieci.
Zmarł 29 marca 1924 w Londynie. Został pochowany w Opactwie Westminsterskim, w północnej nawie, w pobliżu grobów Henryka Purcella, Johna Blowa i Williama Sterndale’a Bennetta. Podczas uroczystości pogrzebowej, która odbyła się 3 kwietnia 1924, wykonano jego kompozycje, m.in. preludium do Stabat Mater i wolną część symfonii D-dur oraz Marsz Żałobny The Martyrdom, który zakończył ceremonię żałobną. Na jego kamieniu nagrobnym (obok imion, nazwiska, dat urodzenia i śmierci) jest inskrypcja A Great Musician.

## Twórczość

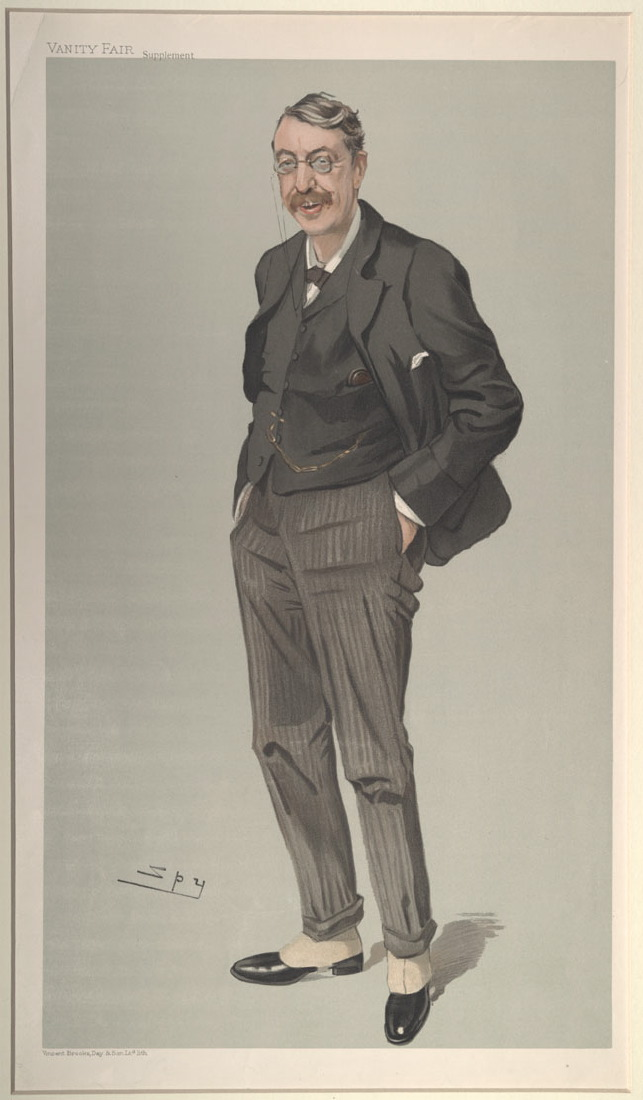
karykatura Charlesa Villiersa Stanforda autorstwa Leslie Warda (ok. 1905)

Wraz z Hubertem Parry i Edwardem Elgarem przyczynił się do odrodzenia muzyki angielskiej pod koniec XIX wieku. Był reprezentantem irlandzkiego stylu narodowego. Jako pierwszy włączył do swojej twórczości irlandzką muzykę ludową (rapsodie irlandzkie, III symfonia irlandzka, tańce irlandzkie). Zainspirowało to jego dwóch studentów, późniejszych głównych przedstawicieli nurtu ludycznego, Ralpha Vaughana Williamsa i Gustava Holsta.
Jednak główną dziedziną jego kompozytorskiej działalności była muzyka sakralna, której był największym brytyjskim twórcą od czasów Henry Purcella. Wypełnił wszystkie ówczesne wymagania kompozycyjne w zakresie utworów chóralnych, muzyki liturgicznej i hymnów, które nadal są wykorzystywane w repertuarze katedralnym kościoła anglikańskiego. Jego Morning, Communion, and Evening Services B-dur, op.10 jest niemal symfoniczne w swojej notacji. Skomponował requiem na śmierć artysty malarza lorda Frederica Leightona. Jest autorem mszy, Te Deum, Magnificat, Stabat Mater, dwóch oratoriów oraz wielu hymnów i pieśni religijnych i patriotycznych .
Skomponował jedenaście oper, w tym The Veiled Prophet of Khorassan (1881), opartą na poemacie Lalla-Rookh irlandzkiego poety Thomasa Moore’a. Mimo że tylko jedna jego opera odniosła sukces (Shamus O'Brien, 1896), zainteresowanie Stanforda nowym rodzajem brytyjskiej opery otworzyło drogę znakomitemu brytyjskiemu kompozytorowi XX w. Benjaminowi Brittenowi. Pisał także sceniczną muzykę ilustracyjną do kilku sztuk teatralnych, np. Cambridge Greek Play.
Stanford jest autorem siedmiu symfonii napisanych między 1876 a 1911. Skomponował dziewięć koncertów, w tym cztery fortepianowe i trzy skrzypcowe. Napisał także sześć Rapsodii irlandzkich, które powstały w latach 1901–1923 .
Poza tym komponował muzykę kameralną, w tym trzy tria fortepianowe i osiem kwartetów smyczkowych. Pisał również utwory na organy (4 sonaty) oraz pieśni wykonywane z towarzyszeniem fortepianu, które stanowiły pendant do fortepianowej muzyki salonowej.
Niektóre jego kompozycje wykazują silny wpływ muzyki Roberta Schumanna i Johannesa Brahmsa, z którym pozostawał w przyjaznych relacjach, podobnie jak z Camillem Saint-Saënsem i skrzypkiem Josephem Joachimem.